# Aljamain Sterling
Aljamain Antoine Sterling, född 31 juli 1989 på Long Island i New York, är en amerikansk MMA-utövare som sedan 2014 tävlar i organisationen Ultimate Fighting Championship och sedan 6 mars 2021 är han organisationens bantamviktsmästare.